# Rocca di Fossombrone
La rocca di Fossombrone, nota anche come rocca malatestiana feltresca, è un'antica fortificazione della città di Fossombrone, in provincia di Pesaro e Urbino, nelle Marche. Situata sul punto più alto del colle di Sant'Aldebrando (circa 250 m s.l.m.), a nord della città, nell'area detta della Cittadella, da cui si gode un ampio panorama sul sottostante abitato e sulla vallata del Metauro, dallo sbarramento naturale della Gola del Furlo fin quasi a Fano. A nord è sovrastata dalle colline delle Cesane.

## Storia

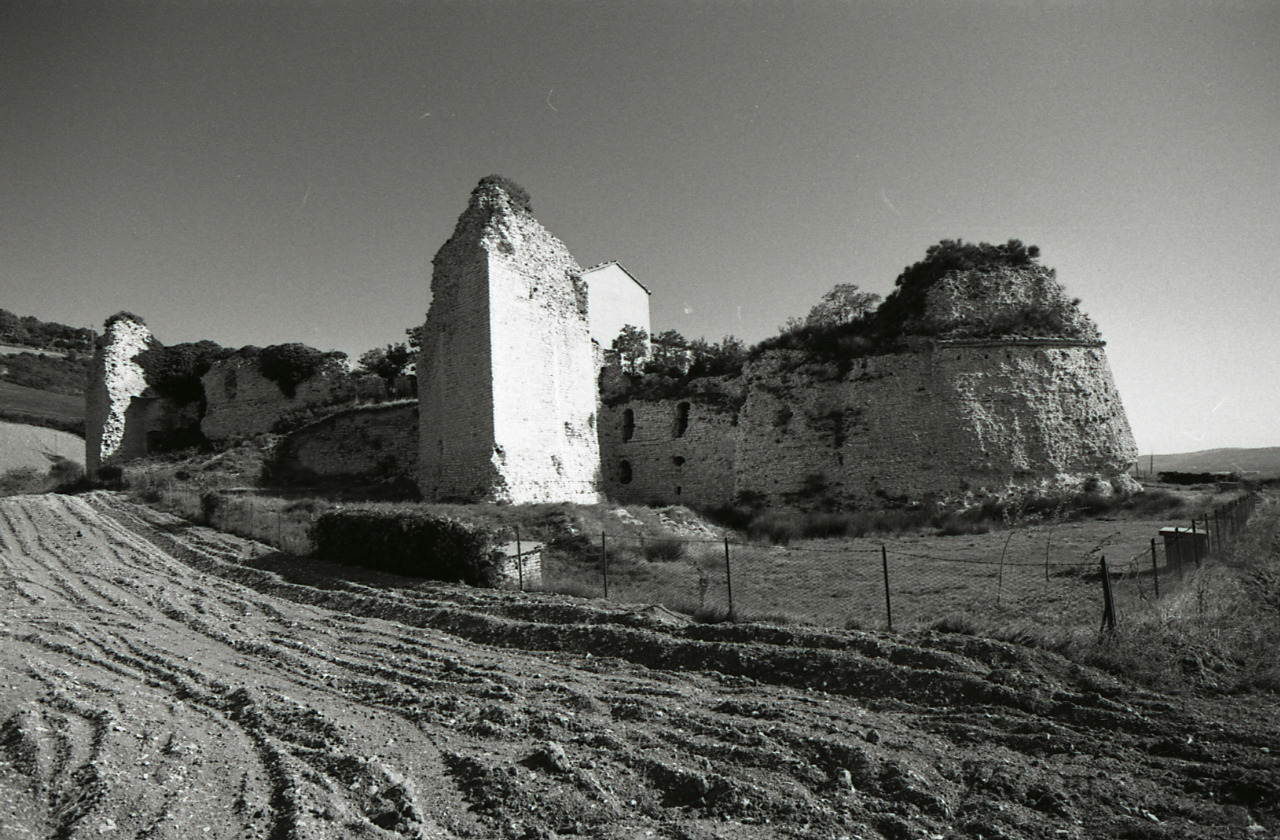
I ruderi della rocca nel 1981 (Foto di Paolo Monti)

Il colle della Cittadella rappresenta la parte più antica della moderna Fossombrone, il sito sul quale si rifugiarono gli abitanti della vicina città romana (Forum Sempronii) sul fondo valle, durante le invasioni barbariche. La rocca fu eretta nel sito verso il XIII secolo, all'epoca in cui la città ricadeva sotto il dominio ecclesiastico (vescovi-conti), adottando probabilmente un semplice impianto quadrilatero con torri sugli angoli. In seguito allo spostamento della sede pontificia ad Avignone, il potere ecclesiastico nella regione s'indebolì e fu in questo periodo, inizi del XIV secolo, che la città passò ai Malatesta, i quali pare siano intervenuti sulla rocca facendo degli ampliamenti sul finire dello stesso secolo. Durante il dominio malatestiano la rocca accrebbe la propria importanza, dal momento che, oltre alle funzioni militari, svolse anche quelle giuridiche e di rappresentanza.
Verso il 1444, durante la guerra tra Alessandro Sforza e Sigismondo Pandolfo Malatesta, Federico da Montefeltro convinse Galeazzo Malatesta, Signore di Pesaro e Fossombrone, a vendere Pesaro allo Sforza e Fossombrone a lui. Fu così che la città passò sotto il dominio dei Duchi di Urbino. Federico da Montefeltro intervenne quasi subito sulla rocca; dovrebbe risalire a questo periodo la realizzazione delle murature scarpate e del torrione di sud-ovest, per renderla più resistente alla nascente artiglieria. Nella stessa occasione fu restaurata anche la chiesa di Sant'Aldebrando all'interno della fortificazione, chiesa che inglobò una parte della primitiva cattedrale o dell'episcopio, decorata da affreschi attribuiti ad Antonio Alberti da Ferrara con scene della vita del Santo Patrono cittadino. Verso gli inizi degli anni ottanta del XV secolo, Federico decise di rafforzare nuovamente la rocca, in proporzione all'evoluzione delle nuove armi da fuoco; così affidò i lavori al suo architetto di fiducia, il senese Francesco di Giorgio Martini, il quale progettò e realizzò un grande puntone carenato sul lato meridionale, al centro tra i due torrioni, proteso verso la città, con funzioni di mastio.
Nel 1502 il Ducato di Urbino fu conquistato da Cesare Borgia, ma nell'autunno dello stesso anno, Guidobaldo da Montefeltro con alcuni alleati avviò una riconquista, ma dovette accontentarsi solo di una parte del territorio perché nel frattempo il Borgia riuscì ad isolare Guidobaldo dai suoi alleati. Durante questa breve riconquista le armate feltresche erano riuscite a riprendere Fossombrone, ma dopo aver vinto la resistenza tenace dei borgiani, grazie al decisivo possesso della rocca da parte di quest'ultimi. Prima di riconsegnare la città al Valentino, Guidobaldo dispose di smantellare la rocca, demolendo le sovrastrutture, in modo da rendere impossibile la sistemazione delle armi da fuoco, oltre a renderla completamente impraticabile. In seguito alla caduta del Valentino e alla definitiva riconquista del ducato da parte di Guidobaldo, la rocca non fu più ricostruita, anzi alcuni materiali di questa costruzione furono riutilizzati per altri edifici cittadini. In particolare alcuni materiali furono utilizzati per sistemare la piazza della Fonte, in tale occasione furono rinvenuti diversi reperti archeologici provenienti dall'antica città romana e finiti sul colle, nel medioevo, durante la costruzione della rocca.
I ruderi della rocca furono acquistati dalla Curia e verso la metà del XVIII secolo fu ristrutturata la chiesa di Sant'Aldebrando, con la realizzazione di una canonica, assumendo l'aspetto odierno. Durante tali lavori furono riutilizzati altri materiali della vecchia rocca. I resti dell'edificio rimasero abbandonati fino agli anni sessanta del XX secolo, quando un gruppo di giovani volontari iniziò i primi scavi per liberare le murature restanti dalle macerie e dai detriti della demolizione cinquecentesca. L'attività di questi giovani portò le istituzioni competenti (Comune e Soprintendenza) ad attivarsi per i primi interventi di recupero. Nel 1972 i ruderi della rocca furono acquistati dal Comune.

## Descrizione

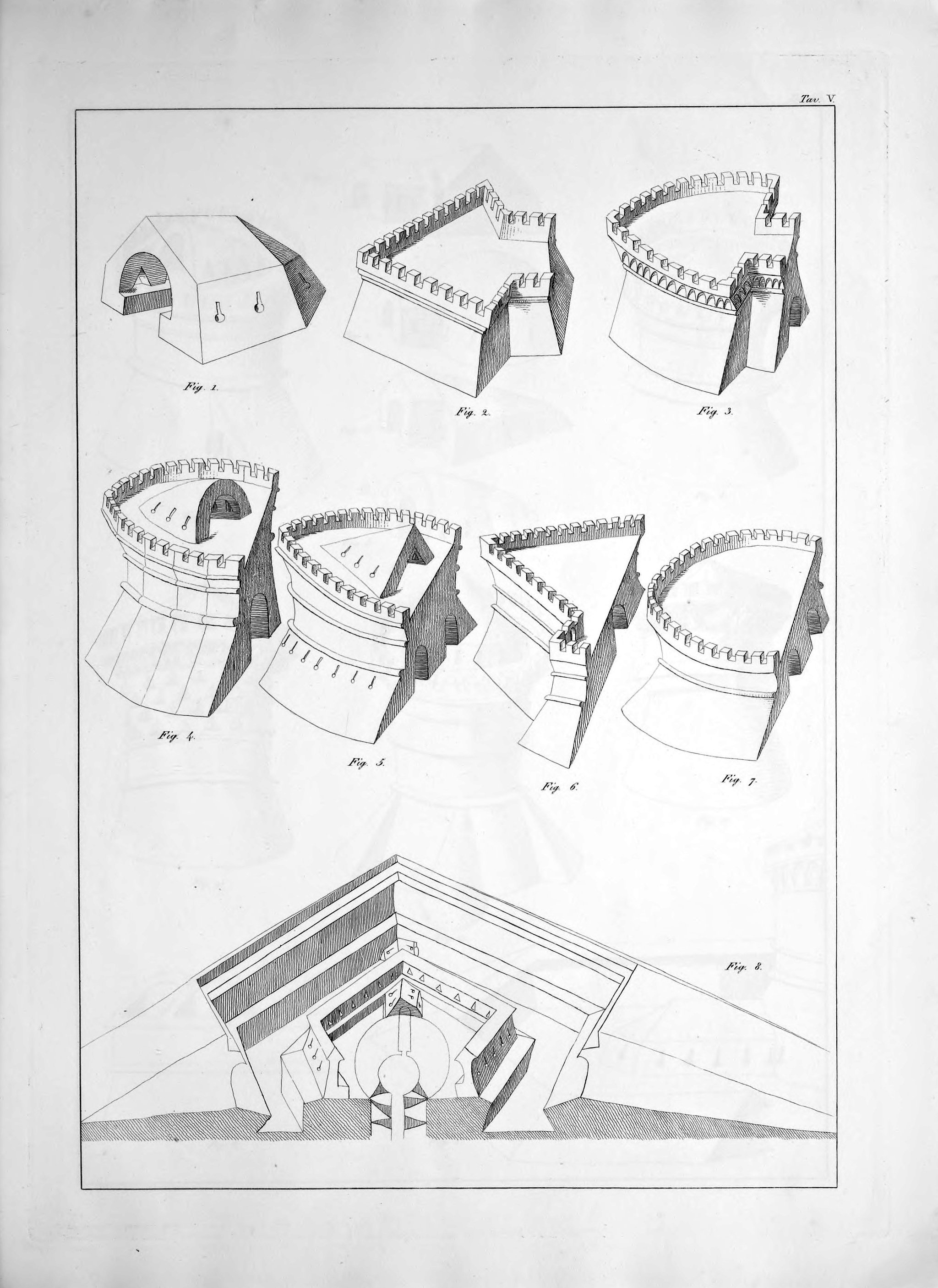
Modelli di puntone simili a quello di Fossombrone tratti dai disegni di Francesco di Giorgio

La rocca si presenta con una pianta a forma di testuggine, quadrilatera con quattro torrioni angolari (per quello di sud-est resta solo il perimetro delle fondazioni) più il mastio o caput. Non ha una pianta regolare perché forse nella costruzione si badò a porre le fondazioni dei torrioni nei punti rocciosi del terreno, più solidi ed elevati. L'edificio costituisce un'importante testimonianza dell'arte fortificatoria di transizione tra medioevo e rinascimento, con i torrioni settentrionali, a pianta poligonale, risalenti probabilmente al periodo tra il XIII ed il XIV secolo, mentre il torrione di sud-ovest presenta una pianta esagonale e probabilmente fu fatto ricostruire dal duca Federico da Montefeltro sul finire degli anni quaranta del XV secolo, anche come punta avanzata della difesa. 
Ma la vera innovazione è rappresentata dal caput martiniano, per la complessità della struttura architettonica rispetto alla relativa semplicità della struttura della rocca; pensato come una struttura autonoma dalla fortezza (pur essendo attaccato ad essa), senza collegamenti diretti tra le due parti e con una propria cisterna d'acqua sotterranea, distinta da quella del resto del complesso. Il mastio si sviluppava su tre piani con gli ambienti concentrati nel collo, tra il puntone (in gran parte terrapieno) e la rocca, dove si trovavano anche le feritoie per le armi da fuoco, sui fianchi del collo e sul tratto di mura prossimo all'angolo tra il collo e le murature della rocca. Le feritoie erano di due tipi, alcune ampie permettevano di piazzare più persone su due livelli, altre piccolissime, dette a chiave. Sul piano più alto probabilmente vi erano le macchine da guerra ed i depositi di munizioni e polvere da sparo, invece i due piani sottostanti avevano una similare distribuzione degli ambienti interni, composti da poche stanze (solo nella parte centrale del collo) e molti cunicoli voltati a botte, con ampi spessori murari. Il piano terra era destinato ad alloggiamenti delle truppe, oltre a due celle per i prigionieri con accesso dal piano soprastante tramite il soffitto; invece il primo piano presentava ambienti provvisti di camini il che fa pensare potesse essere la residenza del castellano, il quale poteva tenere sotto controllo quattro direzioni, sia la rocca (essendo il mastio la torre principale della fortificazione) sia la città sottostante (essendo il caput in una posizione molto protesa verso di essa), ma anche i fianchi tramite le feritoie e il piano sottostante tramite aperture sul pavimento. I piani del caput erano collegati da due vani scale, pensati per essere usati anche a cavallo, situati sul lato orientale del collo. Nel piano terra vi era un piccolo corridoio che attraversava il puntone fino al suo vertice estremo, dove vi era un'apertura per chiamare eventuali soccorsi.
La porta di accesso alla rocca doveva trovarsi probabilmente sul lato occidentale, ora l'accesso a ciò che resta della parte interna è da est. La rocca era provvista anche di un cunicolo di fuga, il cui accesso doveva trovarsi vicino al torrione nord-orientale, ma non è più possibile rintracciarne il tracciato. Le murature della rocca sono in pietra calcarea locale, proveniente dalle cave delle vicine Cesane o del Furlo (materiale molto apprezzato da Francesco di Giorgio), di piccolo taglio, in origine erano intonacate sia esternamente che internamente. All'interno dei resti del recinto murario si trova la chiesa di Sant'Aldebrando con annessa canonica, davanti all'ingresso della chiesa vi è un pozzo collegato alla grande cisterna della rocca.
Il complesso, per la sua tecnica edilizia così avanzata, costituì un importante caposaldo nel sistema difensivo del ducato di Federico da Montefeltro. Anche per la favorevole posizione strategica, che fece la fortuna anche della stessa città di Fossombrone, rendendolo un centro molto conteso.